# Exenterus phaeopyga
Exenterus phaeopyga là một loài tò vò trong họ Ichneumonidae.